# Sofia Alaoui
Sofia Alaoui (Casablanca, 1990) és una cineasta marroquina reconeguda pel seu treball com a directora i guionista. Va guanyar reconeixement per al seu curtmetratge titulat "So What If The Goats Die?", el qual va estrenar-se al Festival de Cinema de Cannes el 2019 i va guanyar el prestigiós Premi Cinefondation.
La seua narrativa sovint explora temes culturals i experiències humanes, mostrant una perspectiva única a través de les seues pel·lícules. El talent i l'estil narratiu distintiu d'Alaoui l'han fet mereixedora d'admiració i elogi dins de la indústria cinematogràfica.

## Biografia
Nascuda a Casablanca de pare marroquí i mare francesa, va créixer entre el Marroc i la Xina. Després de graduar-se de batxillerat a Casablanca, es va traslladar a París per estudiar cinema. El 2017, va tornar al Marroc per desenvolupar la seua pròpia productora, Jiango Films.
El seu primer curtmetratge de ficció, Kenza des choux, es va projectar en diversos festivals.
La seua següent pel·lícula, Qu'importe si les bêtes meurent, es va rodar a les muntanyes de l'Atles, amb actors no professionals i diàlegs exclusivament en tamazight. Va guanyar el Gran Premi del Jurat al Festival de Cinema de Sundance el 2020, i el César al millor curtmetratge de ficció el 2021.
El debut com a director d'Alaoui, Animalia, es va estrenar al Festival de Cinema de Sundance 2023.